# Monogramma paradoxa
Monogramma paradoxa là một loài dương xỉ trong họ Pteridaceae. Loài này được Fée Bedd. mô tả khoa học đầu tiên năm 1876.